# Caeca et Obdurata
Caeca et Obdurata Hebraeorum perfidia (nombrada tras su íncipit en latín, traducible como La ciega y obstinada perfidia de los Hebreos) es una bula papal, promulgada por el Papa Clemente VIII el 25 de febrero de 1593, la cual expulsó a los judíos de los Estados Pontificios, anulando efectivamente la bula papal Christiana pietas (1586) de su Papa predecesor, Sixto V. Antes de 1586, la bula del Papa Pío V, Hebraeorum gens sola (1569), ya había restringido a los judíos de los Estados Pontificios de residir en Roma y Ancona.
La bula papal fue una culminación del fortalecimiento de Clemente VIII de las medidas antijudías de sus predecesores la cual empezó con su elevación al papado en 1592. La bula dio a los judíos tres meses para abandonar los Estados Pontificios (con la excepción de Roma, Ancona, y el Condado Venesino de Aviñón). El efecto principal de la bula papal era desahuciar a los judíos que habían regresado a áreas de los Estados Pontificios (principalmente Umbria) después de 1586 (tras su expulsión en 1569) y para expulsar comunidades judías de ciudades como Bolonia (la cual había sido incorporada bajo dominio Papal desde 1569).

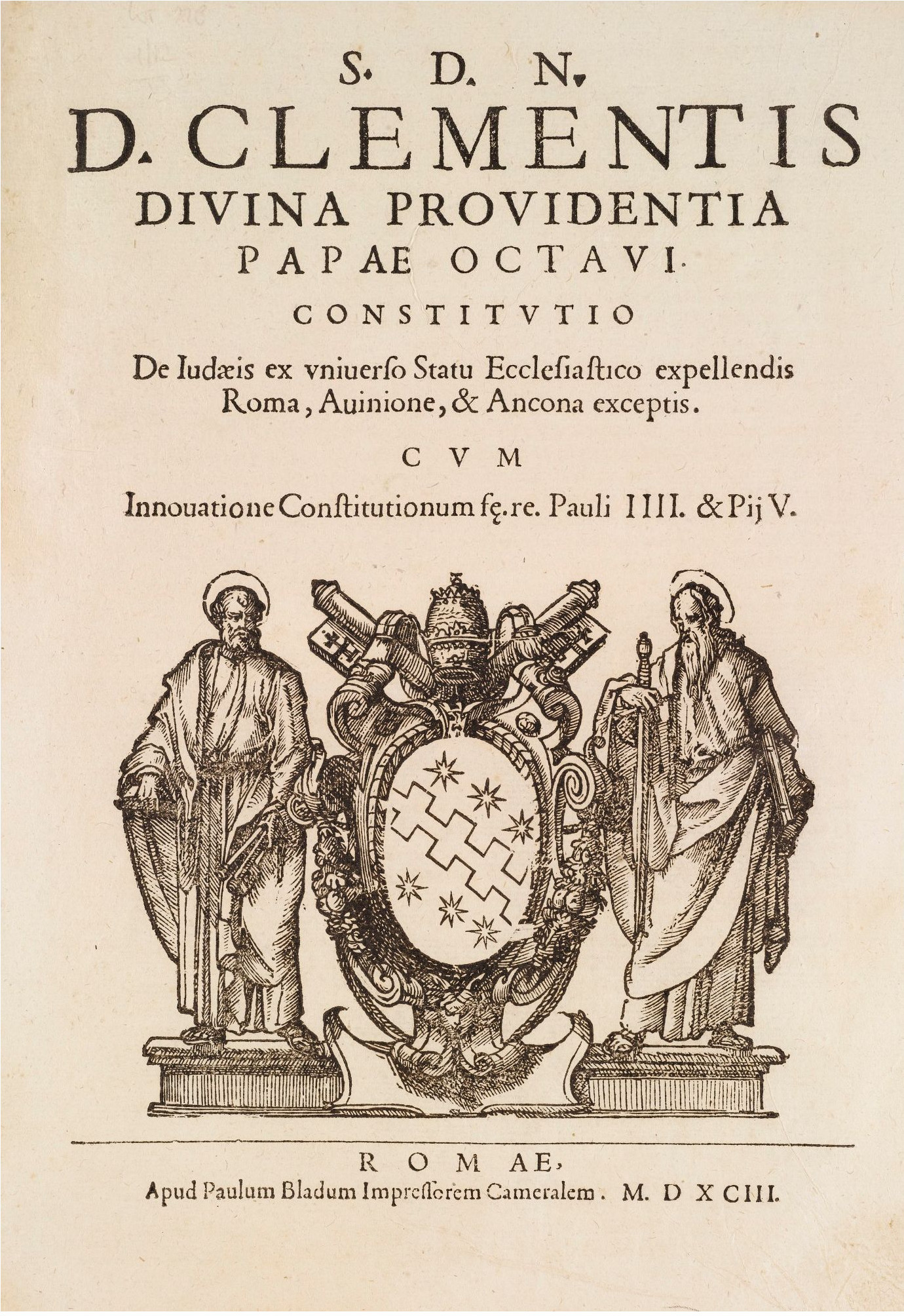
Página frontal de la bula papal impresa.

Para los judíos que quedaron en Roma, Ancona, o el Condado Venesino, la bula papal reestableció los sermones semanales obligatorios. La bula también resultó en la relocalización de cementerios judíos a Ferrara y Mantua.
La bula papal argumentaba que los judíos de los Estados Pontificios se habían involucrado en la usura y explotado la hospitalidad de los predecesores de Clemente VIII "que, para guiarles desde su oscuridad al conocimiento de la fe verdadera, consideraron oportuno utilizar la clemencia de la piedad cristiana hacia ellos" (aludiendo a la bula Christiana pietas).
Tres días más tarde, el 28 de febrero, Clemente VIII promulgó Quum Hebraeorum malitia, decretando que el Talmud había de ser quemado junto con otros escritos y comentarios cabalísticos, lo cual dio a los dueños de tales trabajos 10 días para entregárselos a la inquisición romana, y posteriormente dos meses para entregárselos a los inquisidores locales.